# Frederik Holst
Frederik Holst (Koppenhága, 1994. szeptember 24. –) dán korosztályos válogatott labdarúgó, a svéd Helsingborg középpályása.

## Pályafutása

### Klubcsapatokban
Holst a dán fővárosban, Koppenhágában született. Az ifjúsági pályafutását a Brøndby akadémiájánál kezdte.
2012-ben mutatkozott be a Brøndby első osztályban szereplő felnőtt keretében. 2017-ben a holland első osztályban érdekelt Sparta Rotterdam szerződtette. 2018-ban a svéd Elfsborghoz írt alá. Először a 2018. augusztus 12-ei, AIK ellen 1–0-ra elvesztett mérkőzésen lépett pályára. Első gólját 2018. szeptember 26-án, a Hammarby ellen idegenben 1–0-ra megnyert találkozón szerezte meg. 2022. február 18-án a norvég Lillestrømhöz igazolt. 2022. április 2-án, a HamKam ellen 2–2-es döntetlennel zárult bajnokin debütált. 2023-ban a svéd Helsingborghoz írt alá.

### A válogatottban
Holst az U16-ostól az U23-asig minden korosztályos válogatottban képviselte Dániát.

## Statisztikák
2023. április 4. szerint
| Klub             | Szezon   | Osztály          | Bajnokság | Bajnokság | Kupa  | Kupa | Nemzetközi | Nemzetközi | Összesen | Összesen |
| Klub             | Szezon   | Osztály          | Meccs     | Gól       | Meccs | Gól  | Meccs      | Gól        | Meccs    | Gól      |
| ---------------- | -------- | ---------------- | --------- | --------- | ----- | ---- | ---------- | ---------- | -------- | -------- |
| Brøndby          | 2011–12  | Danish Superliga | 1         | 0         | 0     | 0    | —          | —          | 1        | 0        |
| Brøndby          | 2012–13  | Danish Superliga | 24        | 0         | 3     | 1    | —          | —          | 27       | 1        |
| Brøndby          | 2013–14  | Danish Superliga | 29        | 0         | 1     | 0    | —          | —          | 30       | 0        |
| Brøndby          | 2014–15  | Danish Superliga | 28        | 0         | 0     | 0    | 2          | 0          | 30       | 0        |
| Brøndby          | 2015–16  | Danish Superliga | 20        | 0         | 1     | 0    | 7          | 1          | 28       | 1        |
| Brøndby          | 2016–17  | Danish Superliga | 24        | 2         | 2     | 0    | 6          | 0          | 32       | 2        |
| Brøndby          | Összesen | Összesen         | 126       | 2         | 7     | 1    | 15         | 1          | 148      | 4        |
| Sparta Rotterdam | 2017–18  | Eredivisie       | 29        | 0         | 0     | 0    | —          | —          | 29       | 0        |
| Elfsborg         | 2018     | Allsvenskan      | 13        | 1         | 3     | 0    | —          | —          | 16       | 1        |
| Elfsborg         | 2019     | Allsvenskan      | 26        | 1         | 5     | 0    | —          | —          | 31       | 1        |
| Elfsborg         | 2020     | Allsvenskan      | 27        | 2         | 3     | 0    | —          | —          | 30       | 2        |
| Elfsborg         | 2021     | Allsvenskan      | 26        | 1         | 0     | 0    | 5          | 1          | 31       | 2        |
| Elfsborg         | Összesen | Összesen         | 92        | 5         | 11    | 0    | 5          | 1          | 108      | 6        |
| Lillestrøm       | 2022     | Eliteserien      | 13        | 0         | 4     | 1    | —          | —          | 17       | 1        |
| Helsingborg      | 2023     | Superettan       | 1         | 0         | 2     | 0    | —          | —          | 3        | 0        |
| Összesen         | Összesen | Összesen         | 261       | 7         | 24    | 2    | 20         | 2          | 305      | 11       |

## Sikerei, díjai
Brøndby
- DBU-Pokalen
  - Döntős (1): 2016–17